# Лютневий вітер
Лютневий вітер (рос. Февральский ветер) — радянський художній фільм 1981 року, знятий на кіностудії «Мосфільм».

## Сюжет
1917 рік, напередодні Лютневої революції. З сибірської Арчинської в'язниці до Кутуйського острогу переводиться один з організаторів пригніченого бунту більшовик Кирило Астахов. Його супроводжує наглядач Степан Філімонов, у якого свої рахунки з політичними…

## У ролях
- Михайло Ульянов — Філімонов
- Ігор Ліванов — Кирило Астахов, більшовик, організатор бунту
- Андрій Попов — Данович Василій Ігнатьєвич
- Сергій Яковлєв — Жадов
- Олександр Зіматкін — Павлик Філімонов
- Віталій Венгер — епізод
- Анатолій Грачов — епізод
- Світлана Данильченко — дружина губернатора
- Наталія Єжова — епізод
- Геннадій Донягін — епізод
- Михайло Дадико — епізод

## Знімальна група
- Режисер — Володимир Досталь
- Сценарист — Олександр Мішарін
- Оператор — Павло Лебешев
- Композитор — Едісон Денисов
- Художник — Олександр Самулекін